# كلود ستيل
كلود ستيل (بالإنجليزية: Claude Steele)‏ هو عالم نفس أمريكي، ولد في 1946 في فينيكس في الولايات المتحدة.

## وصلات خارجية
- الموقع الرسمي